# Jules Janin

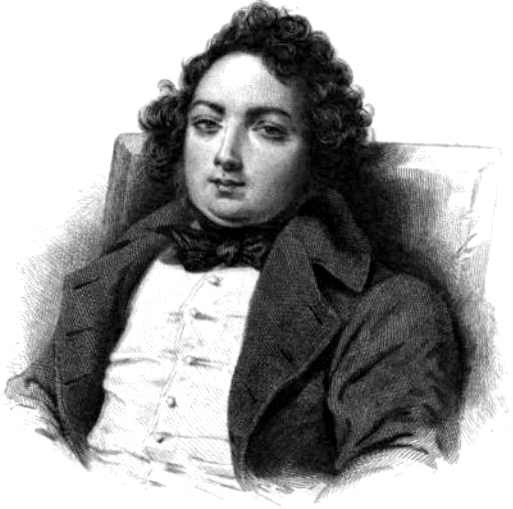
Jules Janin

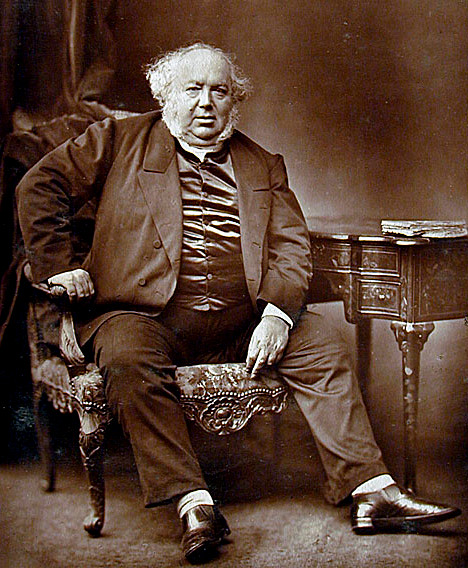
Jules Janin, Altersporträt, Woodburytypie

Jules Gabriel Janin (* 16. Februar 1804 in Saint-Étienne; † 19. Juni 1874 in Paris) war ein französischer Schriftsteller und Literaturkritiker.

## Leben
Jules Janin erhielt seine wissenschaftliche Bildung in Paris und schlug danach die Journalistenlaufbahn ein. Er schrieb für die Revue des Deux Mondes, den Figaro, später für das Regierungsblatt La Quotidienne und schließlich für das Journal des débats.
Er gehörte zum Freundeskreis von Arsène Houssaye, dem Geschäftsführer der Comédie-Française.
Ab 1836 war er für das Journal des débats fast 40 Jahre Buch- und Theaterkritiker und war daher in der damaligen Literaturszene von großem Einfluss.
Um 1850 erwarb er ein rustikales Landhaus in der rue de la Pompe im damaligen Pariser Vorort Passy. 1870 wurde er in die Académie française (Fauteuil 28) als Nachfolger von Sainte-Beuve aufgenommen.

## Werke
Romane
- L'âne mort et la femme guillotinée (Der tote Esel und die guillotinierte Frau), Phantasiestück (1817, neue Ausgabe 1860)
- La confession (1830, neue Ausg. 1861)
- Barnave (1831, neue Ausgabe 1860)
- Contes fantastiques et contes littéraires (1832, neue Ausgabe 1863)
- Contes nouveaux (1833)
- Le chemin de traverse (1836, neue Ausgabe 1845)
- Un cœur pour deux amours (1836, neue Ausgabe 1861)
- La religieuse de Toulouse (1850)
- Les oiseaux bleus (1864)
- L'Interné (1869)

Sammlungen
- Histoire de la littérature dramatique (1858, 6 Bände), Sammlung von Feuilletonartikeln

Geschichtliche und literarhistorische Schriften
- Tableaux anecdotiques de la littérature française, depuis François Ier jusqu'à nos jours (1829)
- Béranger et son temps (1866)
- La poésie et l'éloquence à Rome au temps des Césars (1864)
- Lamartine (1869)

Janin schrieb auch eine Anzahl von Sitten- und Reisebildern (u. a. Paris et Versailles il y a cent ans, 1874) und übersetzte den Horaz (6. Aufl. 1885).